# Șumarac
Șumarac (în sârbă Шумарак, cu alfabetul latin: Šumarak, în maghiară Emánueltelep, în germană Schumarak) este un sat situat în partea de nord-est a Serbiei, în Voivodina. Aparține administrativ de comuna Cuvin. La recensământul din 2002 localitatea avea 180 locuitori.